# Peltostigma guatemalense
Peltostigma guatemalense là một loài thực vật có hoa trong họ Cửu lý hương. Loài này được (Standl. & Steyerm.) Gereau mô tả khoa học đầu tiên năm 1995.